# Asota ocellata
Asota ocellata är en fjärilsart som beskrevs av Rothschild 1898. Asota ocellata ingår i släktet Asota och familjen nattflyn. Inga underarter finns listade i Catalogue of Life.